# Pokrajina Terni
Pokrajina Terni (v italijanskem izvirniku Provincia di Terni, izg. Provinča di Terni) je ena od dveh pokrajin, ki sestavljajo italijansko deželo Umbrija. Meji na severu s pokrajino Perugia, na vzhodu s pokrajino Perugia in deželo Lacij, na jugu z deželo Lacij in na zahodu z deželama Lacij in Toskana.

## Večje občine
Glavno mesto je Terni, ostale večje občine so (podatki 31.12.2005):
| Občina  | Prebivalcev |
| ------- | ----------- |
| Terni   | 109.816     |
| Orvieto | 20.841      |
| Narni   | 20.212      |
| Amelia  | 11.599      |

## Naravne zanimivosti
Pokrajina Terni se lahko pohvali s slikovitim slapom Marmore na reki Velino, ki ima zanimivo zgodovino. Velino poteka po visoki planoti, a nima ustrezne struge v spodnjem toku, saj visoke skalne zapreke preprečujejo naravni odtok vode. Zaradi tega se je v preteklih časih na gornjem toku ustvarjalo obsežno močvirje okoli mesta Rieti. Za sanacijo tega močvirja je bil že leta 271 pr. n. št. zgrajen kanal, ki je odvajal stoječo vodo na naravni slap Marmore in direkno v reko Nera. Ta poseg je sicer sušil močvirje, a povzročil je nov problem: z doprinosom teh voda je ob spomladanskem naraščanju Nera poplavljala mesto Terni. Mesti Rieti in Terni sta se dolgo pričkali in leta 54 pr. n. št. je zadevo obravnaval celo Rimski senat, kjer je predstavljal Terni Ciceron, a rešitve niso našli. Po padcu rimskega cesarstva se je zaradi pomanjkanja oskrbe kanal onesnažil in pretakal vedno manj vode, kar je sicer omililo nevarnost poplav, a je tudi povzročalo ponovno močvirjenje višjih predelov. Vse naslednje tisočletje je ostalo vprašanje odprto. Leta 1422 so reatinci (prebivalci Rietija) skopali drugi kanal in že leta 1545 je nastal po papeževem naročilu tretji kanal. Oba sta v kratkem postala nezadostna, zato je leta 1598 papež Klemen VIII. dal prečistiti stari rimski kanal in ga povezati z ostalima. Poseg je koristil samo reatincem, saj ni preprečil obdobnih poplav Ternija. Leta 1787 je bila po naročilu papeža Pija VI. speljana nova kanalizacija, ki je delno spremenila originalno podobo slapa Marmore, a to je bila tudi končna rešitev vseh tisočletnih problemov.
Seznam zaščitenih področij v pokrajini:
- Krajinski park Nera (Parco fluviale del Nera)
- Krajinski park Tevere (Parco fluviale del Tevere)

## Zgodovinske zanimivosti
Leta 214 pr. n. št., to je med drugo punsko vojno, so Rimljani zahtevali od kolonij predvideni kontingent vojakov za ustanovitev dveh novih legij. Terni (takrat Interamna) je bila ena od dvanajstih kolonij, ki so se izgovorile, češ da nimajo ne ljudi ne denarja, in zato niso prispevala oborožene podpore rimski vojski. Rimski senat je opravičilo sprejel, a kolonije so s svojo "nepripravljenostjo" vztrajale nadaljnjih šest let, zato jih je senat obdolžil izdajstva. Odobril je zakon jus XII coloniarum, ki je med drugim določil naslednje kazni: kolonije so morale prispevati vojake vsako leto, tudi v mirnem času; ti vojaki so morali služiti izključno izven Italije; kolonije so morale vsako leto izvršiti popis prebivalstva in sestaviti sezname davkoplačevalcev, ki so jih morale v določenem roku izročiti rimskim magistratom: na podlagi teh seznamov so rimske oblasti direktno izvrševale nabor in pobiranje davka v višini 0,1% premoženja.